# Mimeosaurus
Mimeosaurus (лат.) — вымерший род игуанообразных ящериц, обитавших в позднем меловом периоде в Монголии. Первый открытый представитель вымершего семейства Priscagamidae. Род назвал американский палеонтолог Чарльз Гилмор в 1943 году. Типовой и единственный вид — Mimeosaurus crassus. В 1989 году был назван второй вид M. tugrikinensis, но последующие исследования не выявили в описанном образце достаточных отличий, чтобы выделить его в отдельный вид. Уникальной особенностью, позволяющей отличить Mimeosaurus от других игуанообразных, является расположение предчелюстной кости на кончике рыла, уменьшённого в размере, а также две пары увеличенных клыкоподобных зубов на верхней челюсти. 